# Влад VII Инекатул
Влад VII Инекатул (на румънски: Vlad Înecatul) е княз на Влашко от декември 1530 до септември 1532. Прякорът му Инекатул означава Удавеният, заради начина по който загива.

## Живот
Син на княз Влад V Тинар и болярката Анка, сестра на жупан Стоян от град Сарата.
За двете години на управлението си Влад успява да завърши манастира Вифората в Дъмбовица. Животът му приключва на същата възраст като този на баща му – на 24 г. Случаят е описан от съвременника на тези събития Адолф Армбрустер в неговата „Dacoromano-Saxonica“ на стр. 198. След един дълъг пир, на който се изпил много алкохол, Влад се качва на коня си за езда до река Дъмбовица и там потъва и се удавя.